# 加拉赫集團
加拉赫集團（英語：Gallaher Group），英國大型跨國煙草集團，今日本煙草產業公司旗下子公司。

## 歷史
加拉赫集團在2007年4月為日本煙草產業公司收購以前，曾是全球第五大香煙製造商，並曾在倫敦證券交易所上市，是英國富時100指數成份股之一。加拉赫集團的規模在英國三大大型跨國煙草集團中位列第三，主要銷售市場是在英國及歐洲地區，但在中亞、非洲和中東地區也有小規模的營業。
集團創辦人湯姆斯．加拉赫（Thomas Gallaher，1840-1928）。1857年，該公司創立於北愛爾蘭倫敦德里鎮。1896年，在貝爾法斯特市開設了當時世界上最大的煙草工場。20世紀初期，其倫敦和都柏林的生產線陸續遷往貝爾法斯特（香煙）和威爾斯（雪茄）。
日後，該公司陸續兼併好幾家競爭對手，J. A. Pattreiouex（1937），J. R. Freeman（1947），Cope Bros & Co（1952）和金邊臣（Benson & Hedges）（1955）。2000年8月4日，收購在俄羅斯新崛起的第一大品牌，列吉格特．杜卡（Liggett Ducat，簡稱LD）。2002年1月，全購當時奧地利境內規模最大的原國營煙草集團（Austria Tabak）。
2007年4月，日本煙草產業公司以75億英鎊的獻購價、21億英鎊的債務承擔承諾，共96億英鎊（當時190億美元）的代價全面收購加拉赫集團。該日資煙草公司當時在日本國內面臨香煙銷售量下滑的困境，打算藉著併購打開新的市場。這是當時日資企業海外併購史上最高額的併購案。
加拉赫集團位於威爾士加的夫歷史悠久的工場於2007年宣佈關閉，並在2009年將其作業移往北愛爾蘭巴利米納區的工場。

## 品牌
其旗下品牌有金邊臣、絲卡（Silk Cut）、斯特林（Sterling）、梅費爾（Mayfair）等。其中，金邊臣是英美煙草公司、菲利普·莫里斯國際及日本煙草產業公司按全球不同地域劃界，分別持有的品牌。